# پارولا

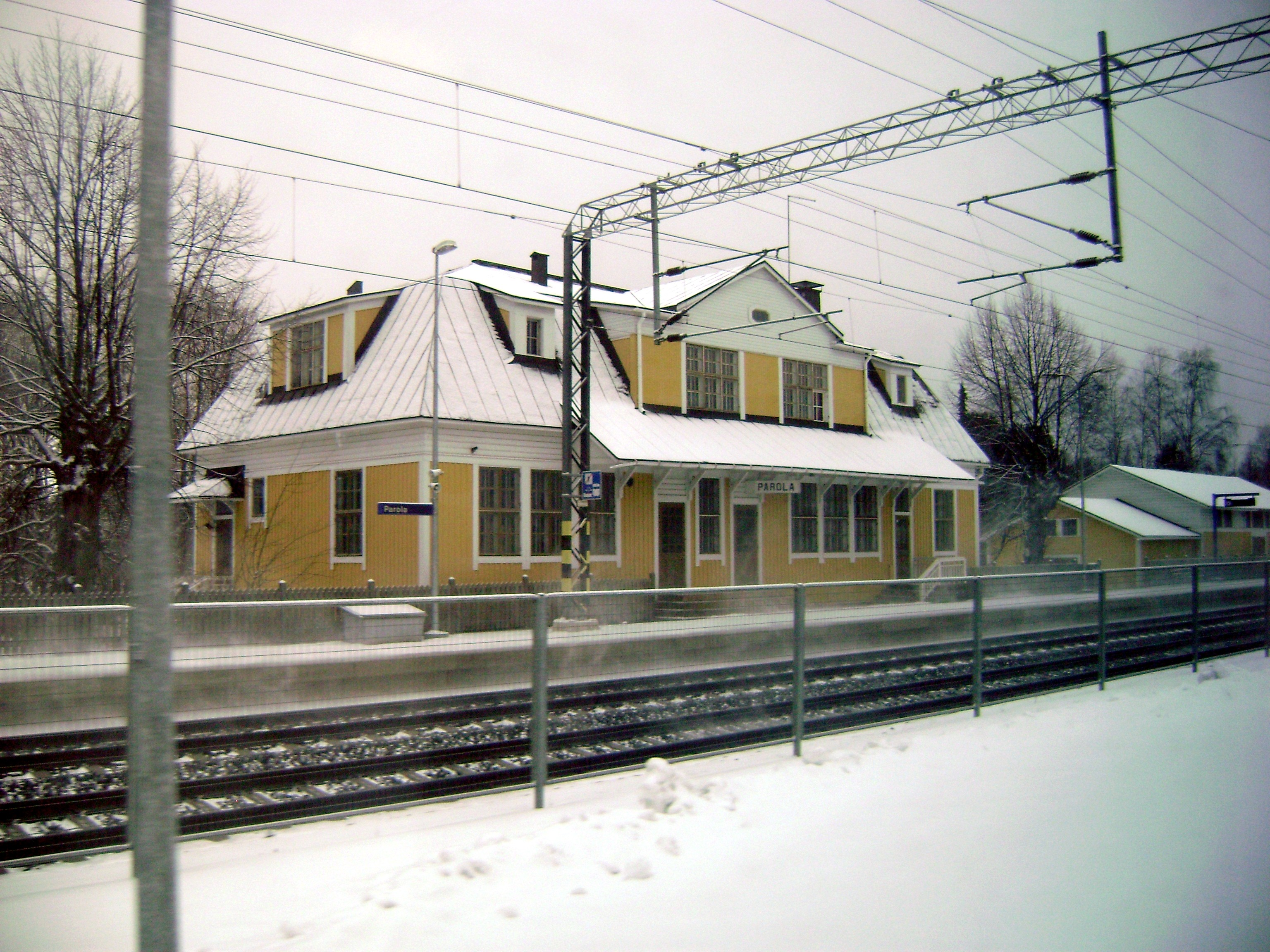
ایستگاه راه‌آهن پارولا

پارولا یک منطقه شهری در شهرداری هات‌تولا در فنلاند است و در ۱۱۰ کیلومتری شمال هلسینکی واقع شده‌است. شهرهای اطراف عبارتند از همن‌لینا، تامپره، لاهتی و فورسا.
بسیاری از مردان جوان فنلاندی پارولا را به دلیل دوره ۶ تا ۱۲ ماهه خدمت مسلحانه آنها در پارولانومی، جایی که تیپ زرهی فنلاند مستقر است، می‌شناسند. یکی از جاذبه‌های محلی معروف، موزه تانک پارولا است.